# Macrocentrus crassinervis
Macrocentrus crassinervis är en stekelart som beskrevs av Nixon 1950. Macrocentrus crassinervis ingår i släktet Macrocentrus och familjen bracksteklar. Inga underarter finns listade i Catalogue of Life.